# Лаффон, Аксель
Аксель Лаффон (фр. Axelle Laffont; род. 24 июля 1970, Марсель, Франция) — французская актриса, юморист и режиссёр.

## Семья
Аксель Лаффон — дочь французского шоумена Патриса Лаффона, первого ведущего знаменитой телеигры «Ключи от форта Байяр». После развода родителей и повторного брака матери, Катрин Лапорт, отчимом Аксель стал режиссёр Эдуар Молинаро.

## Карьера
Лаффон дебютировала в кино в 1996 году, сыграв одну из второстепенных ролей в приключенческом фильме Эдуара Молинаро «Бомарше». Тогда же она начала работать в юмористическом шоу Артура La Matinale (1996–99, радиостанция Europe 2), позже принимала участие в комедийных передачах La Grosse Émission и Nulle part ailleurs, которые выходили на каналах Comédie+ и Canal+. В шоу Nulle part ailleurs (2000–01) Лаффон вела постоянную рубрику пародийных скетчей, стилизованных под телевизионный прогноз погоды.
В 2012 году Лаффон сыграла дочь главной героини в криминальной комедии «Полетта. Во все тяжкие». В 2017 году она сыграла в фильме «Все пары делают это», а в 2018-м стала режиссёром комедии «Горячие мамочки» (фр. MILF). Главные роли в ней исполнили сама Аксель, Виржини Ледуайен и Мари-Жозе Кроз.

## Фильмография
| Кино | Кино                    | Кино         | Кино               |
| Год  | Фильм                   | Персонаж     | Примечания         |
| ---- | ----------------------- | ------------ | ------------------ |
| 1996 | Бомарше                 | Марьетт Леже |                    |
| 1998 | Жанна и отличный парень | Элен         |                    |
| 2002 | Гонка                   | Натали       |                    |
| 2002 | Играй как Зизу          | Нат          |                    |
| 2005 | Кавалькада              | Лоранска     |                    |
| 2007 | Ненавижу чужих детей    | Пенелопа     |                    |
| 2007 | Замок в Испании         | телеведущая  |                    |
| 2012 | Полетта. Во все тяжкие  | Аньес        |                    |
| 2017 | Все пары делают это     | редактор     |                    |
| 2018 | Горячие мамочки         | Элиза        | актриса и режиссёр |

## Личная жизнь
С 2001 по 2009 год Аксель Лаффон встречалась с актёром Сержем Хазанавичусом, в январе 2006 года у них родилась дочь Митти. После расставания с Хазанавичусом Лаффон на протяжении трёх лет встречалась с Сирилом Пальино, бизнесменом и экс-участником реалити-шоу Secret Story.